# Guto Pryce
Pour les articles homonymes, voir Pryce.
Guto Dafydd Pryce, né le 4 septembre 1972 à Cardiff, est un musicien gallois surtout connu comme bassiste et auteur-compositeur du groupe Super Furry Animals.

## Biographie
Guto Pryce se fait connaître comme membre d'un groupe chantant en langue galloise, U Thant, avec son frère Iwan Pryce, Huw Bunford (également plus tard membre de Super Furry Animals), Owen Powell (plus tard membre de Catatonia) de 1989 à 1993. Il enregistre avec Catatonia sur leurs deux premiers EP avant la formation de Super Furry Animals en 1993,,,,.
En collaboration avec le label de dub et de reggae Trojan Records, il monte une compilation Furry Selection: Luxury Cuts Of Trojan Chosen by a Super Furry Animal en 2007.
En 2008, il enregistre The Golden Mile avec The Peth, un groupe qui comprend l'acteur gallois Rhys Ifans au chant, le coéquipier de Super Furry Animals Dafydd Ieuan, Meilyr Gwynedd, Osian Gwynedd, Mick Hilton, Dic Ben et Kris Jenkins. L'année suivante, il joue de la basse pour Spectrum lors de leurs tournées américaines et européennes.
Sous le nom de groupe The Stand, Pryce rejoint l'acteur gallois Jonny Owen (en), Owen Powell (anciennement de Catatonia) et Ryan Richards de Funeral for a Friend pour enregistrer un single de collecte de fonds I'll Be There en 2010. Stuart Cable de Stereophonics est aussi impliqué dans le projet mais meurt le 7 juin. Le produit des ventes est allé à un fonds pour ériger une statue du footballeur Fred Keenor (en) sur le terrain du Cardiff City FC. La chanson est adaptée de l'original écrit pendant la grève générale des mineurs de charbon de 1926 et souvent chantée par les fans de Cardiff City. Pryce avait déjà montré son soutien à l'équipe lorsque les Super Furry Animals se sont inscrits en tant que sponsors en 1999, avec le nom du groupe affiché sur les maillots de l'équipe.
En 2012, il commence à se produire avec sa partenaire, la chanteuse et claviériste écossaise Lindsey Leven, sous le nom de Gulp,. Le groupe comprend Gid Goundrey à la guitare, Gwion Llewelyn (anciennement de Race Horses (en) et depuis membre de Yr Ods) à la batterie, avec des contributions de Gareth Bonello (The Gentle Good) à la guitare acoustique et au violoncelle. Gulp s'est produit au Royaume-Uni, en Europe et aux États-Unis et a fait plusieurs sessions de radio au Royaume-Uni, notamment pour BBC Radio Wales et Sŵn Radio. Leur morceau Game Love a été inclus sur la compilation Late Night Tales: Django Django (en), et ils ont sorti une reprise de Hand of Man de Django Django,. Le premier album de Gulp, Season Sun, est sorti en juillet 2014 sur Everloving Records (en) aux États-Unis et sur Sonic Cathedral au Royaume-Uni,,.
Pryce participe en 2012 au concert de l'auteur-compositeur-interprète anglais Mark Fry (en) en l'honneur de son album de 1972 Dreaming with Alice, avec Nick Franglen de Lemon Jelly, Nick Palmer de The A. Lords, Grasshopper de Mercury Rev et Martin Smith de Tunng,.
En 2012, il dirige des ateliers de musique pour les jeunes dans l'association caritative Grassroots Cardiff Ltd. À Focus Wales 2013, Pryce est panéliste pour la Welsh Music Foundation,.
Guto Pryce et Lindsey Leven vivent à Dundee. Leur fils Elis est né en 2018.

## Discographie

### U Thant
- 1989 : Dim I.D., EP Recordiau Thant
- 1991 : Duwuwd, LP Crai/Sain

### Catatonia
- 1993 : For Tinkerbell, EP Crai/Sain
- 1994 : Hooked, EP Crai/Sain
- 1998 : The Crai-EPs 1993/1994, Crai/Sain

### Super Furry Animals
- Super Furry Animals discography (en)

### The Stand
- 2010 : I'll Be There (single)

### Gulp
- 2012 : Game Love E.L.K. (single)
- 2012 : Hand of Man (dans  Hi Djinx! Django Django Remixed Because Music)
- 2013 : Play E.L.K. (single)
- 2014 : Game Love (dans Late Night Tales – Django Django Late Night Tales)
- 2014 : Season Sun (album)
- 2018 : All Good Wishes (album)

## Filmographie
- 2000 : Beautiful Mistake (Camgymeriad Gwych) (avec Super Furry Animals)
- 2004 : 9 Songs (avec Super Furry Animals)